# Контрада Батифољија (Месина)
Контрада Батифољија је насеље у Италији у округу Месина, региону Сицилија.
Према процени из 2011. у насељу је живело 291 становника. Насеље се налази на надморској висини од 19 м.